# Русская армия (1919)
Ру́сская а́рмия (рус. дореф. Русская армія) — вооружённые силы Российского государства, объединённые в общероссийском масштабе в 1919 году под единым формальным командованием Верховного главнокомандующего всеми вооружёнными силами Российского государства адмирала А. В. Колчака.

## История создания

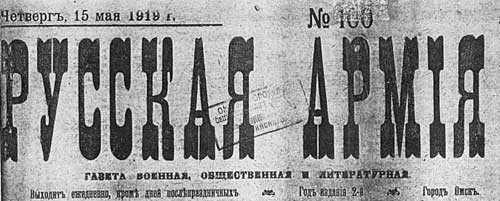
Логотип газеты «Русская Армия»

Правительственный официоз газета «Русская Армия»

18 ноября 1918 года, с провозглашением прибывшего 14 октября 1918 года в Омск и введённого в правительство 4 ноября в качестве военного министра Александра Васильевича Колчака Верховным правителем России, взявшего на себя также и верховное главнокомандование всеми сухопутными и морскими силами России, была произведена существенная реорганизация войск Белого движения.
Как Верховного правителя России адмирала Колчака признали все главнокомандующие белых армий как на юге и западе России, так и в Сибири и на Дальнем Востоке; на рубеже мая — июня 1919 года генералы Антон Иванович Деникин, Евгений Карлович Миллер и Николай Николаевич Юденич добровольно подчинились А. В. Колчаку и официально признали его Верховное главнокомандование над всеми армиями на территории России. Верховный главнокомандующий при этом подтвердил полномочия главнокомандующих. Приказом Верховного правителя Миллер и Юденич получили должности генерал-губернаторов. В его подчинении находились Вооружённые силы Юга России (во главе с заместителем Верховного главнокомандующего генералом А. И. Деникиным), Восточный, Северный и Северо-Западный фронты, а также военно-морские силы и военные представительства России за границей.
Наименование «Русская армия» утверждалось как объединение всех белых фронтов, статус командующих фронтами формально от Верховного главнокомандующего получили командующие Северной и Северо-Западной армиями генералы Николай Николаевич Юденич и Евгений Карлович Миллер.

Приказ Верховного правителя и Верховного главнокомандующего адмирала Колчака от 25 июня 1919 года № 153. Стр. 1
Стр. 2

## Организационная структура и состав
Своим приказом от 3 января 1919 года Верховный главнокомандующий Александр Колчак постановил, что новая Русская армия должна иметь структуру и состав, аналогичные императорской армии.
Структура формируемой единой армии предполагала создание:
- рот по 150 штыков;
- батальонов по 4 роты в каждом;
- полков по 4100 штыков в 4-х батальонах или 16-ти ротах;
- дивизий по 16 500 штыков в 4-х полках;
- корпусов по 37 000 штыков в 2-х дивизиях.

Данные командования РККА о численности Русской армии (1919), относящиеся к периоду наибольшего расцвета белого движения (май—июнь 1919 г.), показывают, что в этот период численность строевого состава регулярных белых армий не превышала 682 тыс. человек. С обслуживающим персоналом тыловых управлений, гарнизонами, штабами, военными санитарно-врачебными учреждениями и прочими военизированными структурами общая численность белых армий могла достигать 1 023 тыс. человек.